# 陳益稷
陳益稷（越南语：／；1254年—1329年）越南陳朝宗室。陳朝開國皇帝陳太宗第五子，封昭國王（越南语：／）。他也是陳聖宗和上相太師陳光啓的弟弟。
在元朝入侵越南之前，陳益稷因其機智和博學受到陳太宗的賞識，成為太宗最寵愛的兒子。然而在蒙越戰爭爆發以後，在陳朝決定強硬地抵抗元朝的入侵，陳益稷卻向忽必烈的兒子鎮南王脫歡投降。後來元朝第二次發兵征討越南，試圖擁立陳益稷為「安南國王」，但被陳朝擊敗。最終陳益稷客死鄂州。

## 背景
陳益稷於1254年出生在昇龍，是陳太宗的第五子。1268年5月，受封為昭國王。在陳益稷的兄弟中，除了長兄陳聖宗以外，還有兩位著名的兄弟：上相太師昭明王陳光啓和昭文王陳日燏。陳光啓和陳日燏在第二次元越戰爭中陳朝抗擊元軍的重要將領。雖然陳光啓擅於作詩，陳日燏也博學多識，但在戰爭發生之前太上皇陳太宗最賞識的兒子仍然是陳益稷。據說陳益稷不僅博學而且多智，在歷史、藝術、文學等方面很有才華。陳益稷也是蹴鞠和象棋的高手。陳益稷所居住的宮殿立即成為昇龍的學術中心，不少越南的知識份子紛紛投靠到他的門下，其中包括了莫挺之和裴放。

## 歷史
1279年，元朝軍隊在崖山海戰中擊敗了南宋，南宋滅亡。從此以後，忽必烈完全控制了中國。此後，忽必烈希望征服越南和占城。1284年12月，忽必烈派遣兒子鎮南王脫歡入侵越南。另一方面，唆都率領元軍進攻越南南方的占城國，兩面夾擊越南。
為了避開元軍的兵鋒，太上皇陳太宗和當時的皇帝陳聖宗決定於1285年3月1日（陰曆）撤出昇龍，來到清化。同月，陳益稷、昭文侯陳弄以及其他一些陳朝官員向脫歡投降。根據《大越史記全書》的記載，上皇早已預料到陳益稷會叛逃元朝，因為之前陳益稷曾試圖借助外國的力量與長兄爭奪皇位。而恰恰就在這時，陳益稷決定投降元朝，希望借助元朝的力量，將自己扶上大越的皇位。陳益稷等陳朝宗室的投降，使陳朝在戰爭初期受到非常不利的影響，不少人主張投降。但在上皇陳太宗、皇帝陳聖宗以及陳國峻、陳光啓、陳日燏等主張派的影響下，陳朝繼續抗擊元軍，並最終擊退了元朝的第二次進攻。
1285年，在第二次失敗後，元朝計畫發動第三次進攻，立陳益稷為安南國王，1287年正式入侵大越。但於1288年3月8日的白藤江之戰後，元朝水軍為陳國峻所敗，第三次入侵宣告失敗。1289年，陳朝皇帝下令將叛逃元朝的宗室的陳姓改為「枚姓」，例如「陳弄」被改名為「枚弄」。雖然陳益稷由於是皇帝的親弟弟而受到了豁免，但其在史書中的名字被改為「妸陳」，意思就是「像婦女一樣懦弱膽小的陳某」。
在元朝第三次入侵失敗之後，陳益稷被遷往湖廣行省的鄂州，成為該省的平章，度過其餘生。當陳朝使團出使元朝時，常常在湖廣行省的行政機構中同使團見面。一次，他同陳朝使者阮代乏見面，阮代乏則是陳益稷親兄長昭道王陳光昶的屬下。阮代乏向元朝諸官員行禮，唯獨不向陳益稷行禮。陳益稷非常生氣，斥責了他。但阮代乏也以投降元朝斥責了陳益稷。陳益稷十分慚愧，此後不敢再同陳朝使者見面。1329年，陳益稷客死鄂州。至顺元年（1330年），元朝赐谥忠懿王。兒子沱江宣撫使陳端午於元統元年（1333年）入朝覲見元順帝，受命襲爵安南國王。
1354年，陳漢政權的建立者陳友諒遣使赴陳朝，要求陳裕宗發兵協助攻打元朝。但陳裕宗將其軍事力量重點放在了南方的占城，因此拒絕了陳友諒的要求。在《大越史記全書》的此項記載中，吳士連註解，稱陳友諒是陳益稷的兒子。

## 腳註
1. ↑  陳仲金
2. ↑  Chapuis 1995，第82頁
3. ↑  陳仲金
4. 1 2  Chapuis 1995，第83頁
5. 1 2  陳仲金
6. ↑  《大越史記全書·本紀·卷之五·陳紀·聖宗皇帝》己丑五年（1289年）五月：初，元人入寇，王侯臣僚多送款虜營。及賊敗，獲降表一篋。上皇命焚之，以安反側。惟向之降者，雖身在虜廷，亦遙議以流死，田產沒官，去其國姓，如陳鍵靖國之子，改姓為枚。餘以例改，如枚弄之輩。益稷以骨肉之親，治罪雖同，不忍改姓及斥名，乃命曰妸陳，謂其柔懦似婦人也。故當時記載皆稱妸陳、枚鍵。
7. ↑  陳仲金
8. ↑  Chapuis 1995，第84頁
9. ↑  欽定越史通鑒綱目
10. ↑  《大越史記全書·本紀·卷之五·陳紀·聖宗皇帝》壬辰八年（1292年）三月：阮代乏至元，元呼為老令公。代乏至鄂州，見行省諸平章。昭國王陳益稷時亦在坐，代乏獨不禮焉。益稷曰：「汝無乃昭道王家書兒耶？」昭道先名光昶，太宗庶子，益稷同母兄。代乏曰：「時事變遷，代乏素為昭道王書兒，今為使者。亦如平章，初為帝子，今反為降虜人也。」益稷有慚色。自此我使至，不復坐省堂矣。
11. ↑  黎崱《安南志略·卷十三·陳氏世家》：元統甲戌，子沱江宣撫使陳端午入見今上皇帝，命襲父爵為安南王，寵襲而還。
12. ↑  Ngô Sĩ Liên 1993，第256頁
13. ↑  Ngô Sĩ Liên 1993，第251頁